# Fannia wilsoni
Fannia wilsoni is een vliegensoort uit de familie van de Fanniidae. De wetenschappelijke naam van de soort is voor het eerst geldig gepubliceerd in 1870 door Walsh.